# Parque Lago das Rosas
O Lago das Rosas é um parque da cidade brasileira de Goiânia, no estado de Goiás. Sua área localizada entre os bairros Centro e Oeste e por ser construído na década de 40 é o parque mais antigo de Goiânia. Seu nome se deve à um jardim de rosas que havia no local antes de construir tal espaço. Sua área de 315 mil metros quadrados abriga também o Zoológico da cidade.